# スラッカーズ
『スラッカーズ』は日本映画のシリーズ。

## スラッカーズ
『スラッカーズ』は、2009年5月30日公開の日本の映画。村松正浩が監督をつとめる。主演は柄本時生。ぴあ満足度ランキングで5位になる。

### キャスト
| 俳優       | 役名         |
| 柄本時生   | 木所十夢     |
| 森岡龍     | 太田広志     |
| 小林且弥   | 太田広志     |
| 須賀貴匡   | 鮫島健太     |
| 下宮里穂子 | 小山田めぐみ |
| 草野イニ   | 木村仁       |
| 川村亮介   | 森田亮       |
| 兼子和大   | 安倍正光     |
| 中村誠治郎 | 斉藤京介     |
| 長谷部恵介 | 寺岡渉       |
| 風間トオル |              |
| モロ師岡   |              |
| ベンガル   |              |

### スタッフ
- 監督 - 村松正浩
- 脚本 - 兒玉宣勝
- 製作 - AMGエンタテインメント、スタジオブルー
- エグゼクティブ・プロデューサー - 永森裕二
- プロデューサー - 平体雄二、飯塚達介
- ラインプロデューサー - 宮田幸太郎
- キャスティング - 吉見秀樹
- 撮影 - 志田貴之
- 照明 - 原春男
- 録音 - 石原弘
- 音楽 - 侘美秀俊
- 制作担当 - 山中貴夫
- 制作プロダクション - スタジオブルー

## スラッカーズ 傷だらけの友情
2009年12月5日公開。渡邊貴文監督作品。主演は前田公輝。

### キャスト
| 俳優                   | 役名               |
| 前田公輝               | 尾崎ゲン           |
| 弓削智久               | ゴリキ             |
| 脇知弘                 | 小力               |
| 片岡信和               | 二瓶茂             |
| 徳山秀典               | 星山               |
| 藤間宇宙               | 押切忍             |
| 内田讓                 | 侭田淳             |
| 小林優斗               | 松村浩一           |
| 阿見201（デコボコ団）  | 福満健二           |
| 上原圭太（デコボコ団） | 吉村米寿           |
| 堀井茶渡               | 赤荻               |
| 高橋孝輔               | 青木               |
| 剛州                   | ラーメン屋のオヤジ |
| 千太郎（西麻布ヒルズ） |                    |
| バーンズ勇気           |                    |
| 川村亮介               |                    |

### スタッフ
- 監督 - 渡邊貴文
- 脚本 - 山咲藍
- 製作 - AMGエンタテインメント、スタジオブルー
- エグゼクティブ・プロデューサー - 永森裕二
- プロデューサー - 平体雄二、飯塚達介
- 共同プロデューサー - 江川智
- ラインプロデューサー - 宮田幸太郎
- キャスティング - 中里慶
- 撮影 - 橋本清明
- 照明 - 鈴木大地
- 制作担当 - 山中貴夫
- 制作プロダクション - スタジオブルー